# ذخیره‌گاه ملی گاولیگونگان
ذخیره‌گاه ملی گاولیگونگان (به لاتین: Gaoligongshan National Nature Reserve) یک منطقه حفاظت‌شده در چین است که در یون‌نان واقع شده‌است.